# Neighborhood Bully
Neighborhood Bully – piosenka skomponowana przez Boba Dylana, nagrana przez niego w kwietniu 1983 r., wydana na albumie Infidels w listopadzie 1983 r.

## Historia i charakter utworu
Utwór ten został nagrany w studiu A Power Plant w Nowym Jorku 19 kwietnia 1983 r. Była to ósma sesja nagraniowa tego albumu. Producentem sesji byli Mark Knopfler i Bob Dylan.
Ta niepasująca do reszty utworów z Infidels piosenka, została prawdopodobnie dodana do albumu, aby usprawiedliwić inwazję Izraela na Liban w 1982 r. oraz zbombardowanie irańskich urządzeń nuklearnych rok wcześniej. Zebrała także sporo krytycznych uwag z powodu prosyjonistycznego wydźwięku. Fotografia umieszczona na wewnętrznej stronie okładki obrazuje Dylana dotykającego ziemi w pobliżu Starego Miasta w Jerozolimie. Spowodowało to nawet falę plotek, że Dylan jest zainteresowany sektą chasydzką Lubawiczów.
Jednak bliższe przyjrzenie się tej piosence trochę zmienia nastawienie, gdyż nawet jeśli jest to piosenka o Izraelu, to niekoniecznie jest całkowitą obroną jego polityki. Również większość sekt chasydzkich wierzy, że istnienie państwa Izrael jest w ogóle obrazą Boga, bowiem Izrael nie powinien istnieć aż do czasu nadejścia Mesjasza. Tymczasem Dylan, który faktycznie po okresie chrześcijańskim, zwrócił się w stronę judaizmu, wyraża dumę z sześciu tysięcy lat swojej tradycji.
Dylan jednak nigdy nie wykonał tej piosenki na koncertach, co dobrze świadczy o jego rozeznaniu w nastrojach publiczności i nastawieniu krytyków.

## Muzycy
- Bob Dylan – wokal, harmonijka, keyboard, gitara
- Mark Knopfler – gitara
- Mick Taylor – gitara; (wersja 5, overdubbing 10 maja 1983)
- Alan Clark – instrumenty klawiszowe
- Robbie Shakespeare – gitara basowa
- Sly Dunbar – perkusja
- Sammy Figueroa – instrumenty perkusyjne (wersja 5, overdubbing 8 maja 1983 r.)

## Dyskografia
Albumy
- Infidels (1983)